# Gasteruption subtile
Gasteruption subtile är en stekelart som först beskrevs av Thomson 1883.  Gasteruption subtile ingår i släktet Gasteruption, och familjen bisteklar. Arten är reproducerande i Sverige.